# Ecklesiologi
Ecklesiologi är en disciplin inom teologin där ämnet kyrkosyn behandlas. Ordet ecklesiologi kommer från det grekiska ordet εκκλησία (ecklesia) som betyder församling eller i överförd betydelse kyrka. Ecklesiologi kan översättas som läran om kyrkan. Begreppet finns i sitt nuvarande bruk sedan 1800-talet men det är först under 1900-talet som disciplinen börjar ta plats och i Sverige är begreppet daterat till 1922 men det är först i 1990 års utgåva av NE som termen finns beskriven i ett svenskt uppslagsverk.

## Ämnets uppbyggnad
På internationell nivå har man enats om att ecklesiologi underbyggs av tre andra ämnen: kyrkohistoria, systematiskt teologi och praktiskt teologi. På senare år har dock ytterligare en aspekt blivit aktuell i ämnet då sociologi och sociologiska metoder tenderar att användas allt mer i ecklesiologisk forskning.    